# Blaise Alexandre
Pour les articles homonymes, voir Alexandre.
Blaise Alexandre, né à Paris le 12 mars 1920, mort à Boulogne-Billancourt le 23 mars 2005, est un officier des Forces françaises libres.
Ayant répondu à l'appel du 18 juin, Blaise Alexandre se distingue dans les combats de la France libre, notamment en Tunisie puis comme chef de peloton participant à la libération de la France au sein de la 2e division blindée. 
Il est compagnon de la Libération.

## Biographie
Blaise Emmanuel Henri Alexandre est le fils du médecin Paul Alexandre et de Jacqueline Guénot. Il prépare le concours de l'école de Saint-Cyr en 1939-1940 ; en mai 1940 il est évacué à Bayonne avec ses camarades.

### Répond à l'appel du 18 juin
Il entend à la radio l'appel du 18 juin par le général de Gaulle. Le 21 juin 1940, il embarque avec son frère sur un cargo à destination de l'Angleterre. À son arrivée, il s'engage le 1er juillet 1940 dans les Forces françaises libres et reçoit sa formation militaire au bataillon de chasseurs de Camberley.

### Combats de la France libre
Blaise Alexandre débarque au Congo au début d'octobre 1941 et est sélectionné pour suivre les cours d'élève-officier à Brazzaville, au camp Colonna d'Ornano. Envoyé au Levant en novembre 1941, il est hospitalisé pendant près de trois mois, au Cap. 
En mars 1942, il débarque à Beyrouth et rejoint le Groupe de reconnaissance de corps d'armée (GRCA) au sein de la brigade du colonel Cazaux stationnée en Libye ; il fait partie des spahis accompagnant la 1re Compagnie de chars, et appartenant à la 7e division blindée britannique. La colonne volante de spahis effectue de vastes raids dans le désert de Libye. 
Il est ensuite nommé en octobre 1942 au 1er régiment de marche de Spahis marocains. Puis il se signale en Tunisie avec la Force L commandée par le général Leclerc. Le 6 mars 1943, au combat de l'oued Gragour, il va chercher à plusieurs reprises des armes et des munitions malgré un violent tir d'artillerie. 

### Chef de peloton dans la2eDB
Il est nommé aspirant en juin 1943. Son régiment devient le régiment de reconnaissance de la 2e division blindée en cours de formation. 
Sa division est rapatriée en Angleterre au printemps 1944, pour débarquer en Normandie le 31 juillet 1944. Il participe à la campagne de France à travers la Normandie, puis délivrant Paris, les Vosges, l'Alsace. 
Blaise Alexandre est le seul aspirant à commander un peloton ; au cours de la bataille d'Alsace, le 27 novembre 1944, après avoir repoussé une attaque allemande, il est blessé à la jambe. En décembre, il est promu sous-lieutenant. Il reprend vite sa place au combat et commande un peloton de reconnaissance ; il se distingue particulièrement les 6, 7 et 8 février 1945, devant Balgau avec ses auto-mitrailleuses. Il est compagnon de la Libération le 16 octobre 1945.

### Après-guerre

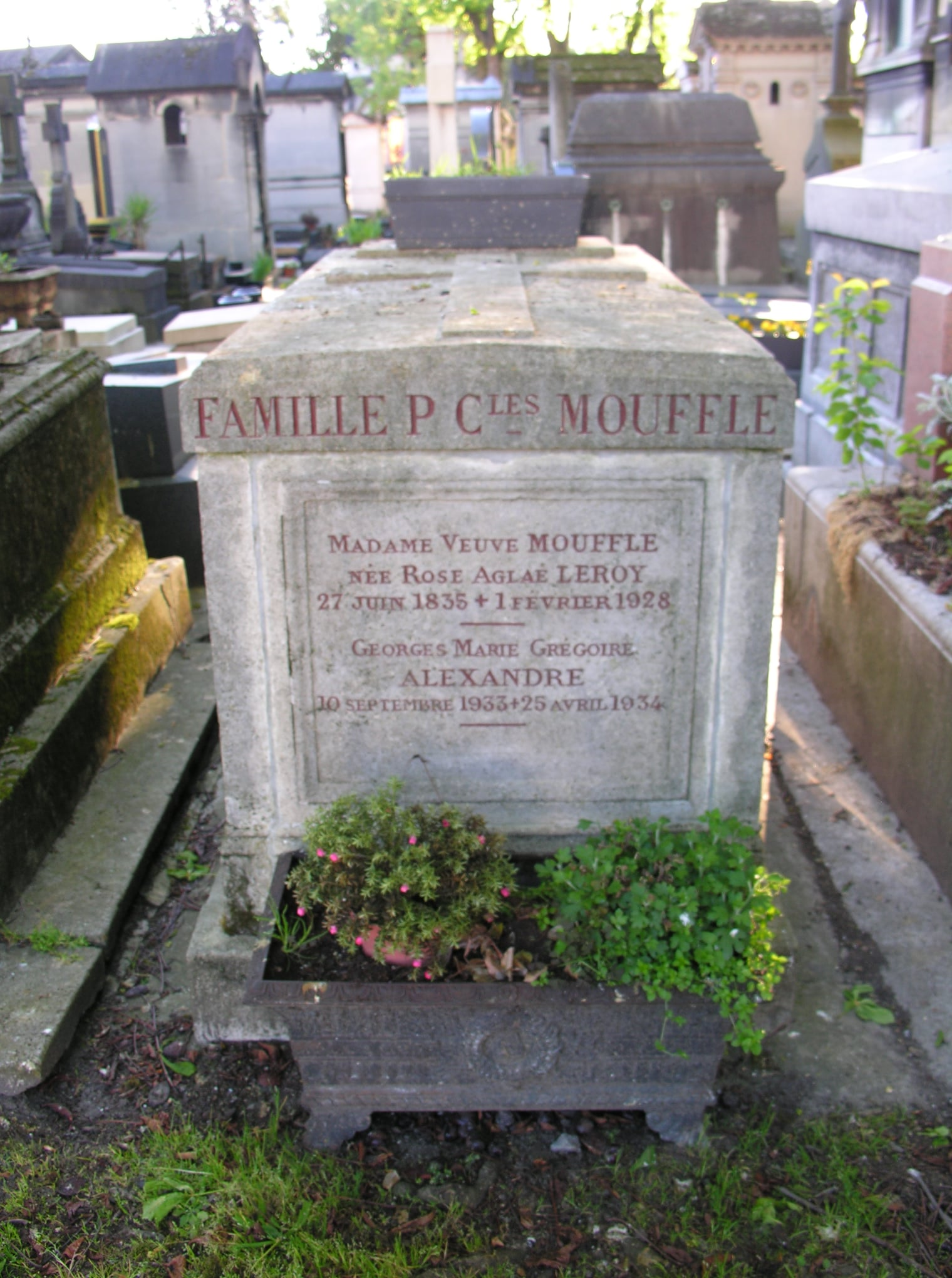
Sépulture au cimetière de Passy.

Démobilisé en février 1946, il entre chez Esso où il devient directeur commercial pour la France,. 
À partir de 1988, il fait partie du conseil d'administration de l'Office national des anciens combattants. 
Il effectue en 2001 une donation en faveur du musée des Beaux-Arts de Rouen, offrant de nombreux dessins de Modigliani, complétant ainsi la donation faite par son père et augmentant le fonds existant du musée.
Il meurt le 23 mars 2005 à Boulogne-Billancourt dans les Hauts-de-Seine. Il est inhumé à Paris, au cimetière de Passy (7e division).

## Distinctions
- Commandeur de la Légion d'honneur
- Compagnon de la Libération par décret du 16 octobre 1945[4]
- Croix de guerre 1939–1945 avec 3 citations
- Médaille de la Résistance française par décret du 31 mars 1947[5]